# ماي داغوستينو
ماي داغوستينو (بالإنجليزية: Mae D'Agostino)‏ هي قاضية ومحامية أمريكية، ولدت في 18 ديسمبر 1954 في ألباني في الولايات المتحدة.